# تينجرز (فلم)
تينجرز (بالإنجليزية: Tengers)، هُو فيلم رسوم متحركة جنوب أفريقي صدر سنة 2007 وأخرجه مايكل جي ريكس.

## وصلات خارجية
- مقالات تستعمل روابط فنية بلا صلة مع ويكي بيانات